# Akela fulva
Akela fulva là một loài nhện trong họ Salticidae.
Loài này thuộc chi Akela. Akela fulva được Dyal miêu tả năm 1935.